# DFFITS
DFFITS は統計学の回帰分析において、ある点の影響度を示す統計量である。1980年に出版されたベルスレー、クー、ウェルシュ共著の『回帰診断：影響の強いデータと共線形性の源泉を同定する』で提案された。
DFFITS は 問題の点を回帰から外した場合の予測（回帰）値の変化 "DFFIT" を問題の点での当てはめの標準偏差の推定値で割って（スチューデント化、'S'）したものである。
{\displaystyle {\text{DFFITS}}={{\widehat {y_{i}}}-{\widehat {y_{i(i)}}} \over s_{(i)}{\sqrt {h_{ii}}}}.}
ここで {\displaystyle {\widehat {y_{i}}}} と {\displaystyle {\widehat {y_{i(i)}}}} は点 i が回帰に含まれた場合と除かれた場合の予測値である。{\displaystyle s_{(i)}} は問題の点を含まずに推定された標準誤差の値である。{\displaystyle h_{ii}} は その点のてこ値 である。
DFFITS は外部スチューデント化残差に似ている。実はそれを{\displaystyle {\sqrt {h_{ii}/(1-h_{ii})}}}　倍したものである。誤差が正規分布するとき、外部スチューデント化残差はスチューデントのt分布（自由度は（残差の自由度−1））する。ある点での DFFITS とその点でのテコ因子 {\displaystyle {\sqrt {h_{ii}/(1-h_{ii})}}} との積は同じt分布をする。したがって、テコ値の小さい点では DFFITS は小さいことが期待され、テコ値が 1 に近づくと DFFITS 値の分布は無限に広がる。
完全に均衡のとれた実験計画、たとえば（因子計画や均衡部分因子計画）の場合、各点でのテコ値は {\displaystyle p/n} 、すなわち母数の個数を点の個数で割ったものである。これは DFFITS 値が（正規分布の場合）{\displaystyle {\sqrt {p \over n-p}}\approx {\sqrt {p \over n}}} と t 変数の積である。したがって、同書の著者は DFFITS が {\displaystyle 2{\sqrt {p \over n}}} より大きい場合を外れ点としてチェックすることを薦めている。
類似の量にクックの距離がある。

## 文献
1. ↑  Belsley, David A.; Edwin Kuh, Roy E. Welsch (1980). Regression diagnostics : identifying influential data and sources of collinearity. Wiley series in probability and mathematical statistics. New York: John Wiley & Sons. ISBN 0471058564
2. ↑  Montogomery, Douglas C.; Elizabeth A. Peck (1992). “Appendix C.4” (English). Introduction to Linear Regression Analysis (2nd ed. ed.). New York: John Wiley & Sons. pp. 504-505. ISBN 0-471-53387-4